# Café de civeta

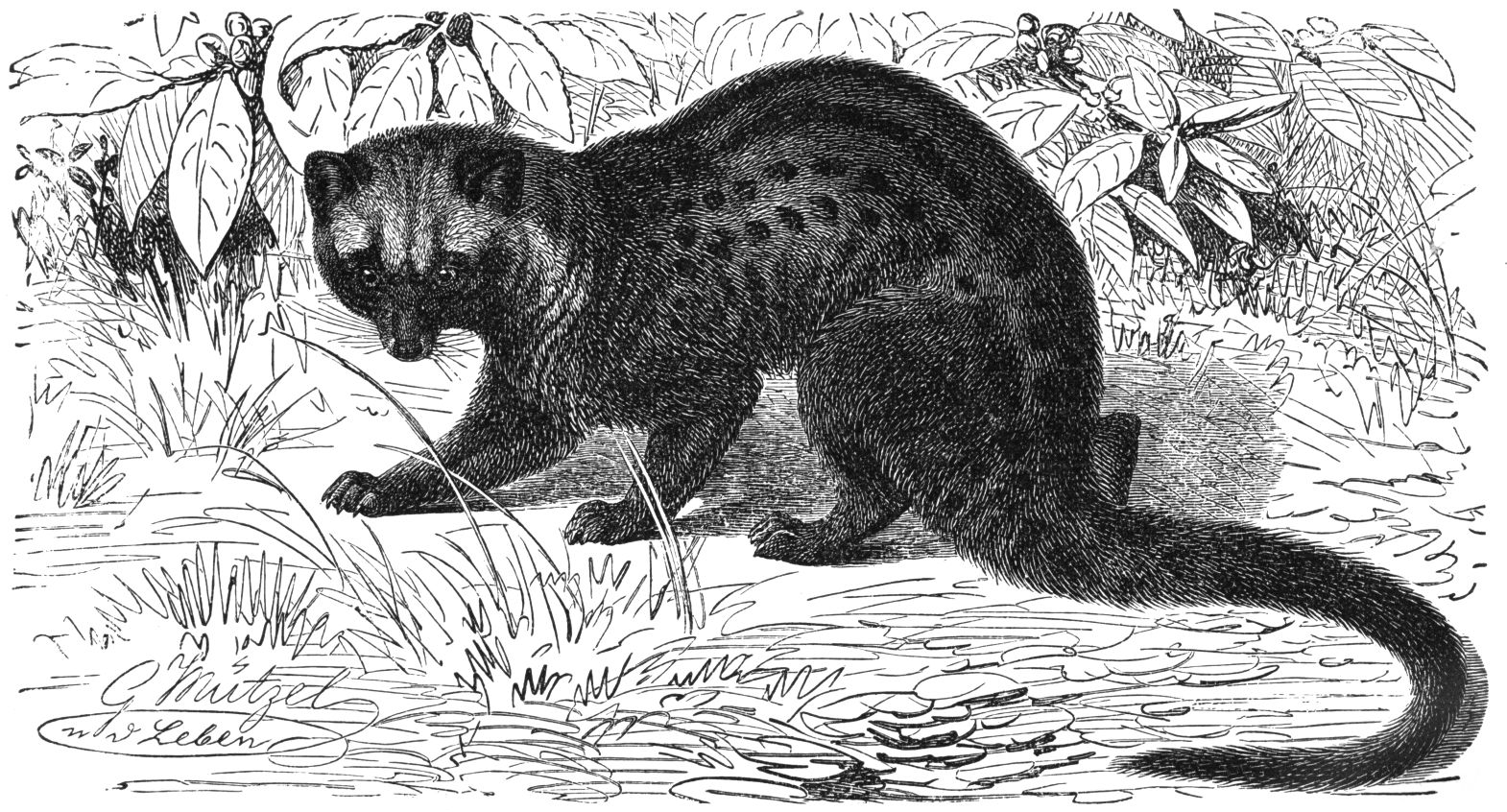
Civeta de palmera asiática (Paradoxurus hermaphroditus).

El café de civeta (en indonesio, kopi luwak; en tagalo, kapé alamíd; en vietnamita, cà phê Chồn) es el café recogido de granos que, tras ser ingeridos por la civeta, pasan por su tracto intestinal y son expulsados entre sus heces. Estos animales se atiborran de frutos maduros de café y expulsan el grano parcialmente digerido.
En indonesio, kopi significa ‘café’, y luwak ‘civeta’. Las frutas rojas de café son parte natural de su alimentación, además de insectos, pequeños mamíferos y otras frutas. El grano interno del café no es digerido, pero parece ser que sí es modificado químicamente por las enzimas presentes en el estómago de la civeta, que añaden sabor al café, rompiendo las proteínas que producen su amargor.
Los granos son excretados, aún cubiertos por las capas internas del fruto, son recolectados por los lugareños y vendidos a los distribuidores. Los granos recolectados son lavados y tostados solo ligeramente, para no estropear los complejos sabores que se han desarrollado durante el proceso.
Este café se produce en las islas de
- Sumatra,
- Java,
- Bali y
- Célebes (en el archipiélago indonesio).
- en Filipinas (donde es conocido como motit coffee en la cordillera, y kape alamid en las regiones tagalog),
- en Timor Oriental (donde se lo conoce como kafé laku),
- en Vietnam (donde se conoce como cà-fê chồn y es ligeramente diferente ya que en realidad allí los granos de café son de la variedad robusta, y donde se producen además versiones populares simuladas químicamente) y
- en algunos estados productores de café del sur de la India.

Se vende principalmente en Japón y en los Estados Unidos, pero su consumo se va extendiendo a otros lugares. Algunos de los productores de este café ofrecen una mezcla de grano de café arábica y café robusta a pedido.

## Menciones
El kopi luwak aparece nombrado en varios medios:
- En la película The Bucket List (2007, traducida como Ahora o nunca o Antes de partir), donde el personaje de Morgan Freeman se burla del multimillonario representado por Jack Nicholson que tanto le presumió ese café tan exclusivo pero que desconoce la coprogénesis de este café.
- En el manhwa The Breaker: New Waves (libro 17).[1]
- En la serie de animé Soul Eater, donde lo menciona el personaje Excalibur.
- En la serie policial televisiva estadounidense CSI Las Vegas (capítulo 20 de la tercera temporada, «La última risa»).
- En el drama My Fair Lady (en el capítulo 16, en el cual la protagonista le ofrece una taza a un miembro de la junta).
- En la serie Gossip Girl (en el capítulo 12, titulado "It's A Wonderful Lie", cuando la ex de Aaron le pregunta a Dan si tiene este café).
- En la película Kamome Shokudo, en la escena cuando un finlandés se ofrece a enseñarle a Sachie cómo preparar un buen café nombra las palabras kopi luwak a manera de un encanto para darle buen sabor al café.
- En la serie Franklin and Bash, en el episodio nueve de la segunda temporada, Stanton Infeld (Malcolm McDowell) ofrece este café a Pindar, un abogado agorafóbico y obsesionado con los gérmenes. Pindar lo bebe maravillado del sabor, pero cuando Infeld le dice la forma de obtener los granos, sale corriendo a vomitar.
- En el programa Pawn Stars (traducido como El precio de la historia), en el capítulo 242, Chumlee le ofrece este café a Rick y al abuelo, al cual le gustó; sin embarga a Rick no, quien inmediatamente lo escupe al decirle Chumlee que tipo de café era.
- En la película Mobster and Mormons (Mormones y Mafiosos), el protagonista Carmine Pasquale solo consume este café, y asegura que los demás (especialmente los que venden en el estado de Utah) son horribles.
- En la obra satírica Gracias y desgracias del ojo del culo Francisco de Quevedo, autor de gran importancia en las letras españolas, refiere, ya en su siglo (el XVII), la alta estimación del excremento del gato de Algalia o civeta.
- En el proyecto multidisciplinar[2] del mismo nombre, obra de Antonio Cabrera y Enrique Mateu, en el cual el café es parte primordial del argumento de la novela y, por extensión, de los cuadros, vídeos y música que la acompañan.
- En el manga Dorei Yuugi, en el volumen 3, capítulo 13.[3]
- En el manga Manga Site, en el volumen 3, capítulo 13.[4]
- En el manga Beastars de la mangaka Paru Itagaki, en el capítulo 145, aparece un personaje civeta llamado Deshico, el cual ofrece a sus subalternos murciélagos los granos de café excretados de su cuerpo.
- En la serie animada Viva el Rey Julien, Karl (uno de los antagonistas) tiene una plantación de kopi luwak.
- En el manga Kaguya-sama wa Kokurasetai: Tensai-tachi no Ren'ai Zunōsen (en el volumen 1, capítulo 13), Chika Fujiwara les ofrece al consejo estudiantil café el cual al final del capítulo se revela que es kopi luwak.
- En el programa de radio La Corneta, Eduardo Videgaray y Jose Ramón "El estaca" lo mencionan ocasionalmente.